# Jack Grealish
Pour les articles homonymes, voir Grealish.
Jack Grealish, né le 10 septembre 1995 à Birmingham en Angleterre, est un footballeur international anglais qui évolue au poste d'ailier gauche au Everton FC, en prêt de Manchester City.
Né en Angleterre d'un père irlandais, il représente l'Irlande en sélection de jeunes avant d'opter pour la sélection anglaise en septembre 2015.

## Biographie

### Jeunesse et formation
Jack Peter Grealish naît à Birmingham, en Angleterre, le 10 septembre 1995 et grandit dans la ville voisine de Solihull. Il fréquente l'école catholique romaine Our Lady of Compassion et l'école secondaire catholique romaine St Peter's à Solihull. Jack est d'origine irlandaise par trois de ses grands-parents : son grand-père maternel est du comté de Dublin, son grand-père paternel de Gort (comté de Galway), et sa grand-mère paternelle de Sneem (comté de Kerry),,.
Grealish rejoint le centre de formation d'Aston Villa FC à l'âge de six ans. En parallèle, influencé par son héritage irlandais, Grealish joue au football gaélique pour le John Mitchel's Hurling and Camogie Club de Warwickshire GAA entre dix et quatorze ans. Il affronte notamment l'ancienne défenseure d'Aston Villa, Aoife Mannion, une de ses camarades de classe. Le 4 août 2009, Grealish marque un point en représentant la Warwickshire GAA à Croke Park à la mi-temps du quart de finale du championnat d'Irlande 2009 entre Dublin et Kerry,.
Le 31 mars 2012, il est convoqué pour la première fois dans le groupe professionnel pour un match de Premier League avec Aston Villa face à Chelsea à Villa Park (défaite 2-4), alors qu'il est âgé de seize ans. Il n'entre cependant pas en jeu. Grealish fait partie de l'équipe des moins de 19 ans d'Aston Villa qui emporte les NextGen Series 2012-2013, grâce notamment à son but marqué en prolongation face au Sporting CP en demi-finale (victoire 3-1).

### Débuts professionnels à Aston Villa
Le 13 septembre 2013, Jack Grealish est prêté pour une saison par Aston Villa à Notts County, qui évolue en troisième division anglaise, jusqu'au 13 janvier 2014. Il fait ses débuts professionnels le lendemain, en remplaçant David Bell à la 59e minute lors d'une défaite 3-1 à l'extérieur contre Milton Keynes Dons,. Il marque son premier but sous ses nouvelles couleurs face à Gillingham à Meadow Lane le 7 décembre 2013 après avoir éliminé trois défenseurs. Son but est le dernier des trois marqués par son équipe lors de leur victoire 3 à 1. Une semaine plus tard, il inscrit le premier but d'une victoire 4-0 sur Colchester United. Mi-janvier 2014, le prêt de Grealish est prolongé jusqu'à la fin de la saison. Il la termine avec cinq buts et sept passes décisives en trente-huit apparitions. Notts County termine le championnat à la vingtième place sur vingt-quatre, soit en tant que premier non-relégable, à trois points de la zone de relégation. 

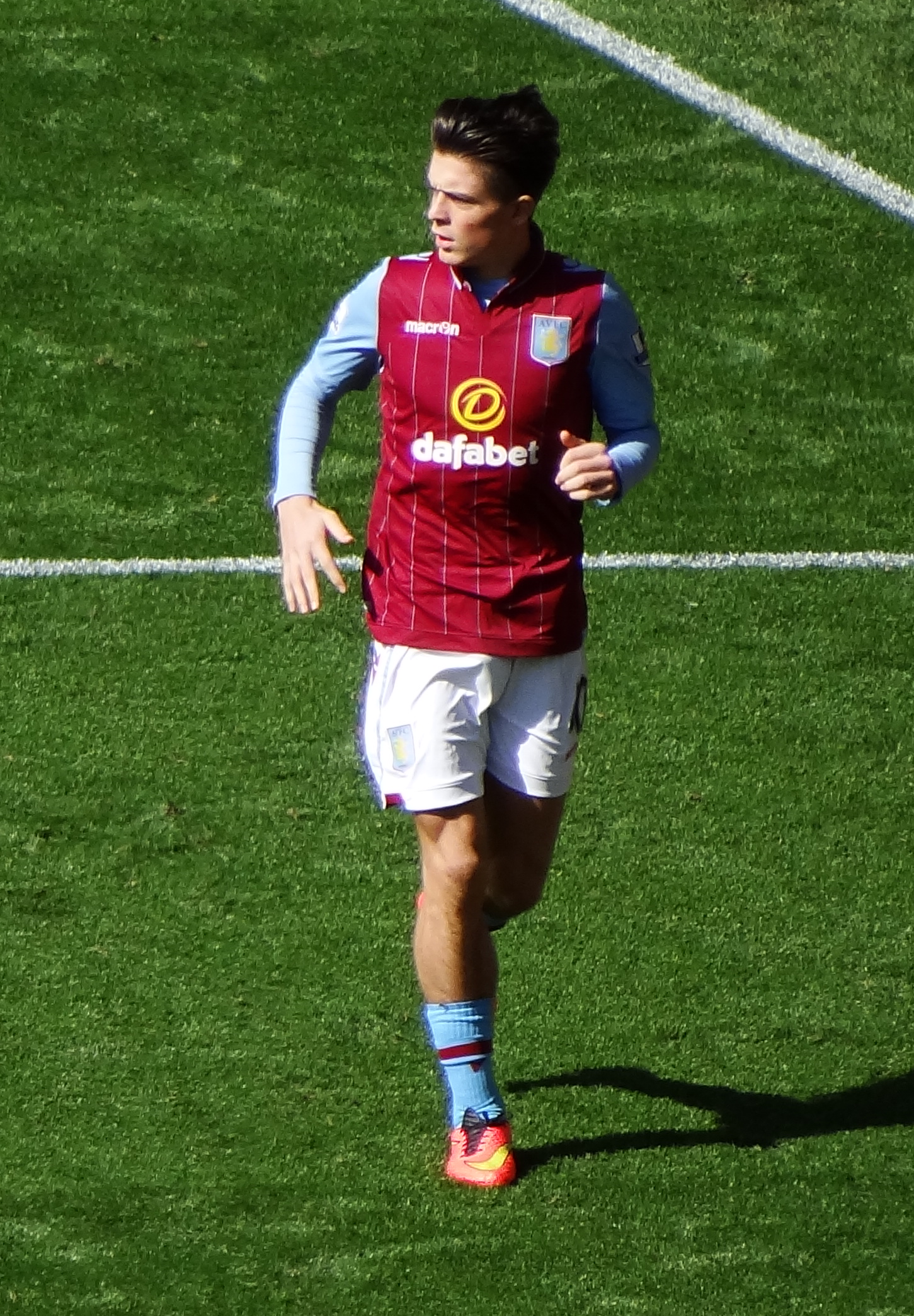
Grealish avec Aston Villa en 2014.

Après son retour à Aston Villa, il fait ses débuts officiels pour le club le 7 mai 2014 en remplaçant Ryan Bertrand lors d'un match contre Manchester City (défaite 4-0). En mai 2014, Grealish participe au Hong Kong Soccer Sevens, où il termine meilleur buteur avec six buts pour Aston Villa qui remporte le bouclier. Son contrat devant expirer à l'été 2015, le club lui propose un nouveau contrat de quatre ans en septembre 2014, accepté le mois suivant.
Grealish fait ses débuts durant la saison 2014-2015 en étant titulaire lors d'un match du troisième tour de la Coupe d'Angleterre le 4 janvier 2015 contre Blackpool à Villa Park (victoire 1-0). Le 7 mars 2015, Villa reçoit West Bromwich Albion dans le cadre du sixième tour de la Coupe. Grealish remplace Charles N'Zogbia après 74 minutes et est exclu pour un deuxième carton jaune après avoir simulé dans le temps additionnel. Le 7 avril 2015, il commence son premier match en Premier League, lors d'un match nul 3-3 à domicile contre les Queens Park Rangers, durant lequel sa performance est très appréciée. En demi-finale de la Coupe contre Liverpool à Wembley (victoire 2-1), Grealish joue un rôle sur les deux buts de Villa, notamment passeur décisif sur le but de la victoire de Fabian Delph. Le 30 mai 2015, Grealish joue la totalité de la finale de la Coupe d'Angleterre au stade de Wembley, mais Aston Villa s'incline 4-0 face à Arsenal.
En avril 2015, Grealish est averti par l'entraîneur d'Aston Villa, Tim Sherwood, après la publication par The Sun d'images le montrant en train d'inhaler du protoxyde d'azote à des fins récréatives.

### Transfert à Manchester City
Le 5 août 2021, Jack Grealish s'engage pour six ans avec Manchester City. Le transfert est estimé à 117 millions d'euros, ce qui en fait le transfert le plus cher de l'histoire de la Premier League dépassé quelque années plus tard par Caicedo (Chelsea) 133 millions .
Titularisé à 41 reprises par Pep Guardiola, l'international anglais réalise un bel exercice 2022-2023, étant l'un des artisans majeur des Cityzens qui s'octroient un triplé historique - Premier League, Coupe d'Angleterre (FA Cup), Ligue des Champions - durant lequel il dispute pas moins de 50 matchs et brille particulièrement lors de la phase à élimination directe de cette dernière.

### En équipe nationale

#### International jeune irlandais
Né en Angleterre d'un père irlandais, il choisit de représenter l'Irlande en sélection de jeunes. En août 2013, il fait ses débuts pour l'équipe d'Irlande espoirs, lors d'un match contre les îles Féroé.

#### Choix pour l'Angleterre en espoirs puis A
En septembre 2015, il annonce qu'il opte pour la sélection anglaise. En mai 2016, il est convoqué par Gareth Southgate pour participer au Tournoi de Toulon avec l'équipe d'Angleterre espoirs. Le 19 mai 2016, il honore sa première sélection avec l'équipe d'Angleterre espoirs lors du premier match des Anglais comptant pour ce tournoi face au Portugal (victoire 1-0).
Le 31 août 2020, après les forfaits de Marcus Rashford et Harry Winks, Grealish est convoqué pour la première fois avec l'équipe d'Angleterre pour les matchs de la Ligue des nations contre l'Islande et le Danemark. Le 8 septembre suivant, il honore sa première sélection avec les Three Lions en entrant en fin de rencontre contre le Danemark (0-0).
Le 1er juin 2021, il fait partie des vingt-six joueurs sélectionnés par Gareth Southgate pour participer à l'Euro 2020.
Le 10 novembre 2022, il est sélectionné par Gareth Southgate pour participer à la Coupe du monde 2022.  Le 21 novembre 2022, il entre en jeu face à l'Iran à la 70e minute et inscrit son premier but en Coupe du monde. 

## Vie privée
Le frère cadet de Jack Grealish, prénommé Keelan, meurt à l'âge de neuf mois du syndrome de mort subite du nourrisson, en avril 2000.
Sa sœur Hollie est atteinte d'une paralysie cérébrale.
L’arrière grand-père de Grealish, Billy Garraty, évoluait lui aussi pour Aston Villa, avec qui il remporte la finale de la Coupe d'Angleterre en 1905. Ce dernier est aussi sélectionné en équipe nationale anglaise.
Durant le confinement mis en place par le gouvernement anglais pour faire face à la pandémie de Covid-19, Grealish sort de chez lui pour participer à une fête aux alentours de Birmingham malgré l'interdiction de sortie. En rentrant chez lui, le 16 mars 2020, il est impliqué dans un accident de voiture, durant lequel il percute deux véhicules en stationnement. Il aurait quitté les lieux en laissant ses coordonnées à un témoin de la scène avant de s'en aller. La veille, le joueur avait encouragé ses fans à rester chez eux via une vidéo postée sur ses réseaux sociaux. Après l'accident, il présente ses excuses : « Je sais que c'est un moment difficile pour tout le monde en ce moment, d'être enfermé à l'intérieur pendant si longtemps et j'ai évidemment juste reçu un appel d'un ami demandant à aller chez lui - et j'ai stupidement accepté de le faire. J'espère que tout le monde pourra accepter mes excuses et nous pourrons passer à autre chose et, espérons-le, dans un avenir proche, nous pourrons tous sortir et nous amuser à nouveau une fois que tout sera terminé ». Son club l'a privé de deux semaines de salaires, soit environ 167 000 euros. Cette somme sera versée à l'University Hospitals Charity de Birmingham. Après ses excuses, Grealish encourage davantage le travail du NHS, le système de santé au Royaume-Uni, notamment en organisant une vente aux enchères d'un de ses maillots, et en récoltant plus de 54 000 livres sterling pour les soignants du NHS.
En couple avec Sasha Attwood depuis ses années de lycée, elle annonce attendre leur premier enfant le 7 Juillet 2024. Le 27 Septembre 2024, Jack et Sasha accueillent leur fille, Mila Rose Grealish.

## Statistiques
| Saison                | Club                  | Championnat           | Championnat | Championnat | Championnat | Coupe nationale | Coupe nationale | Coupe nationale | Coupe de la Ligue | Coupe de la Ligue | Coupe de la Ligue | Supercoupe | Supercoupe | Supercoupe | Compétition(s) continentale(s) | Compétition(s) continentale(s) | Compétition(s) continentale(s) | Compétition(s) continentale(s) | Autres compétitions | Autres compétitions | Autres compétitions | Autres compétitions | Total | Total | Total |
| Saison                | Club                  | Division              | M.          | B.          | P.d.        | M.              | B.              | P.d.            | M.                | B.                | P.d.              | M.         | B.         | P.d.       | Comp.                          | M.                             | B.                             | P.d.                           | Comp.               | M.                  | B.                  | P.d.                | M.    | B.    | P.d.  |
| 2013-2014             | Aston Villa           | Premier League        | 1           | 0           | 0           | -               | -               | -               | -                 | -                 | -                 | -          | -          | -          | -                              | -                              | -                              | -                              | -                   | -                   | -                   | -                   | 1     | 0     | 0     |
| 2014-2015             | Aston Villa           | Premier League        | 17          | 0           | 1           | 6               | 0               | 2               | 1                 | 0                 | 0                 | -          | -          | -          | -                              | -                              | -                              | -                              | -                   | -                   | -                   | -                   | 24    | 0     | 3     |
| 2015-2016             | Aston Villa           | Premier League        | 16          | 1           | 0           | 2               | 0               | 0               | 3                 | 0                 | 1                 | -          | -          | -          | -                              | -                              | -                              | -                              | -                   | -                   | -                   | -                   | 21    | 1     | 1     |
| 2016-2017             | Aston Villa           | Championship          | 31          | 5           | 2           | 1               | 0               | 0               | 1                 | 0                 | 0                 | -          | -          | -          | -                              | -                              | -                              | -                              | -                   | -                   | -                   | -                   | 33    | 5     | 2     |
| 2017-2018             | Aston Villa           | Championship          | 27          | 3           | 5           | 1               | 0               | 0               | 0                 | 0                 | 0                 | -          | -          | -          | -                              | -                              | -                              | -                              | BP                  | 3                   | 0                   | 1                   | 31    | 3     | 6     |
| 2018-2019             | Aston Villa           | Championship          | 31          | 6           | 6           | -               | -               | -               | 1                 | 0                 | 0                 | -          | -          | -          | -                              | -                              | -                              | -                              | BP                  | 3                   | 0                   | 1                   | 35    | 6     | 7     |
| 2019-2020             | Aston Villa           | Premier League        | 36          | 8           | 5           | -               | -               | -               | 5                 | 2                 | 2                 | -          | -          | -          | -                              | -                              | -                              | -                              | -                   | -                   | -                   | -                   | 41    | 10    | 7     |
| 2020-2021             | Aston Villa           | Premier League        | 26          | 6           | 10          | -               | -               | -               | 1                 | 1                 | 0                 | -          | -          | -          | -                              | -                              | -                              | -                              | -                   | -                   | -                   | -                   | 27    | 7     | 10    |
| Sous-total            | Sous-total            | Sous-total            | 185         | 29          | 29          | 10              | 0               | 2               | 12                | 3                 | 3                 | -          | -          | -          | -                              | -                              | -                              | -                              | -                   | 6                   | 0                   | 2                   | 213   | 32    | 36    |
| 2013-2014             | Notts County (prêt)   | League One            | 37          | 5           | 4           | 2               | 0               | 0               | -                 | -                 | -                 | -          | -          | -          | -                              | -                              | -                              | -                              | -                   | -                   | -                   | -                   | 39    | 5     | 4     |
| 2021-2022             | Manchester City       | Premier League        | 26          | 3           | 3           | 4               | 2               | 0               | 1                 | 0                 | 0                 | 1          | 0          | 0          | C1                             | 7                              | 1                              | 1                              | -                   | -                   | -                   | -                   | 39    | 6     | 4     |
| 2022-2023             | Manchester City       | Premier League        | 28          | 5           | 7           | 5               | 0               | 3               | 3                 | 0                 | 0                 | 1          | 0          | 0          | C1                             | 13                             | 0                              | 1                              | -                   | -                   | -                   | -                   | 50    | 5     | 11    |
| 2023-2024             | Manchester City       | Premier League        | 20          | 3           | 1           | 3               | 0               | 0               | 1                 | 0                 | 0                 | 1          | 0          | 0          | C1                             | 8                              | 0                              | 2                              | SC+CMC              | 1+2                 | 0+0                 | 0+01                | 36    | 3     | 4     |
| 2024-2025             | Manchester City       | Premier League        | 19          | 1           | 1           | 5               | 1               | 3               | 1                 | 0                 | 1                 | -          | -          | -          | C1                             | 6                              | 1                              | 0                              | -                   | -                   | -                   | -                   | 31    | 3     | 5     |
| Sous-total            | Sous-total            | Sous-total            | 93          | 12          | 12          | 17              | 3               | 6               | 6                 | 0                 | 1                 | 3          | 0          | 0          | -                              | 34                             | 2                              | 4                              | -                   | 3                   | 0                   | 0                   | 156   | 17    | 23    |
| Total sur la carrière | Total sur la carrière | Total sur la carrière | 315         | 46          | 45          | 29              | 3               | 8               | 18                | 3                 | 4                 | 3          | 0          | 0          | -                              | 34                             | 2                              | 4                              | -                   | 9                   | 0                   | 2                   | 408   | 54    | 63    |

### En sélection nationale
| Saison                | Sélection             | Phases finales        | Phases finales | Phases finales | Phases finales | Éliminatoires | Éliminatoires | Éliminatoires | Ligue Nations | Ligue Nations | Ligue Nations | Matchs amicaux | Matchs amicaux | Matchs amicaux | Total | Total | Total |
| Saison                | Sélection             | Compétition           | M              | B              | Pd             | M             | B             | Pd            | M             | B             | Pd            | M              | B              | Pd             | M     | B     | Pd    |
| --------------------- | --------------------- | --------------------- | -------------- | -------------- | -------------- | ------------- | ------------- | ------------- | ------------- | ------------- | ------------- | -------------- | -------------- | -------------- | ----- | ----- | ----- |
| 2020-2021             | Angleterre            | Euro 2020             | 5              | 0              | 2              | -             | -             | -             | 3             | 0             | 0             | 4              | 0              | 2              | 12    | 0     | 4     |
| 2021-2022             | Angleterre            | -                     | -              | -              | -              | 6             | 1             | 1             | 3             | 0             | 0             | 2              | 0              | 1              | 11    | 1     | 2     |
| 2022-2023             | Angleterre            | Coupe du monde 2022   | 5              | 1              | 0              | 3             | 0             | 0             | 1             | 0             | 0             | -              | -              | -              | 9     | 1     | 0     |
| 2023-2024             | Angleterre            | -                     | -              | -              | -              | 2             | 0             | 0             | -             | -             | -             | 2              | 0              | 2              | 4     | 0     | 2     |
| 2024-2025             | Angleterre            | -                     | -              | -              | -              | -             | -             | -             | 3             | 2             | 0             | -              | -              | -              | 3     | 2     | 0     |
| Total sur la carrière | Total sur la carrière | Total sur la carrière | 10             | 1              | 2              | 11            | 1             | 1             | 10            | 2             | 0             | 8              | 0              | 5              | 39    | 4     | 8     |

## Palmarès

### En club
|  |  | Aston Villa - Coupe d'Angleterre - Finaliste : 2015 - Championship - Vainqueur des play-offs : 2019 - Coupe de la Ligue anglaise - Finaliste : 2020 Manchester City - Championnat d'Angleterre - Champion : 2022, 2023 et 2024 - Coupe d'Angleterre - Vainqueur : 2023 - Finaliste : 2024 et 2025 - Ligue des champions - Vainqueur : 2023 - Supercoupe de l'UEFA - Vainqueur : 2023 - Community Shield - Finaliste : 2022 et 2023 - Coupe du monde des clubs de la FIFA - Vainqueur : 2023 |

### En sélection
- Angleterre espoirs
  - Tournoi de Toulon
    - Vainqueur : 2016
- Angleterre
  - Championnat d'Europe
    - Finaliste : 2020

### Distinction personnelle
- Membre de l'équipe-type de deuxième division anglaise en 2019[44].